# Nils Gellerstedt

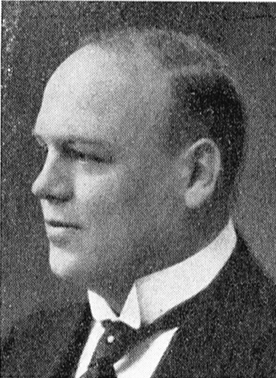
Nils Gellerstedt

Nils Otto Gellerstedt, född 6 juli 1875 i Örebro, död 30 juli 1961, var en svensk civilingenjör och stadsplanerare, som bland annat tog fram stadsplaner för Kristianstad, Växjö, Strängnäs och Härnösand.
Gellerstedt tog 1898 avgångsexamen 1898 från Kungliga Tekniska högskolan, var 1899–1901 anställd vid Stockholms stads byggnadskontor och grundlade 1902 Kommunaltekniska byrån, en konsulterande ingenjörsfirma inom väg- och vattenbyggnadsfacket, särskilt för mätnings- och stadsplanearbeten samt vattenlednings- och avloppsförslag. 
Gellerstedt var en framträdande målsman för de moderna strävandena inom stadsanläggningskonsten, företog studieresor såväl inom som utom Europa och upprättade en mängd stadsplaner, huvudsakligen inom Sverige. Han erhöll pris vid ett flertal stadsplanetävlingar: i Göteborg 1901 tillsammans med Torben Grut, i Helsingborg 1905 tillsammans med Axel Bergman, i Trollhättan 1908 tillsammans med Nils Victorin, i Stockholm 1909 tillsammans med Lars Israel Wahlman, i Trondheim 1910 tillsammans med Erik Bülow-Hübe samt för Australiens nya huvudstad Canberra 1912 och i Tønsberg 1920 tillsammans med I. Lindgren. 
Gellerstedt var ledamot i Stockholms stadsplanekommission 1909–22 och i statens förortsbanekommission 1920–23 samt verkställande ledamot i Stockholms stads trafikkommitté 1919–22. 